# Каменнобродский район (Северо-Кавказский край)
Каменнобродский район — административно-территориальная единица в составе Юго-Восточной области и Северо-Кавказского края, существовавшая в 1924—1929 годах. Центр — станица Каменнобродская.
Каменнобродский район был образован 19 июля 1924 года в составе Армавирского округа Юго-Восточной области. 16 октября 1924 года Юго-Восточная область была преобразована в Северо-Кавказский край.
К началу 1925 года в Каменнобродский район входили 12 сельсоветов: Вознесенский, Изобильненский, Каменнобродский, Козловский, Новомарьевский, Опорненский, Рождественский, Сенгилеевский, Смыковский, Староизобильненский, Сухой и Филимоновский.
6 ноября 1929 года Каменнобродский район был упразднён. Его территория в полном составе была включена в Новоалександровский район.